# 264-я штурмовая авиационная дивизия
264-я штурмовая авиационная Киевская Краснознамённая дивизия (264-я шад) — соединение Военно-воздушных сил (ВВС) Вооружённых сил РККА штурмовой авиации, принимавшее участие в боевых действиях Великой Отечественной войны.

## Наименования дивизии

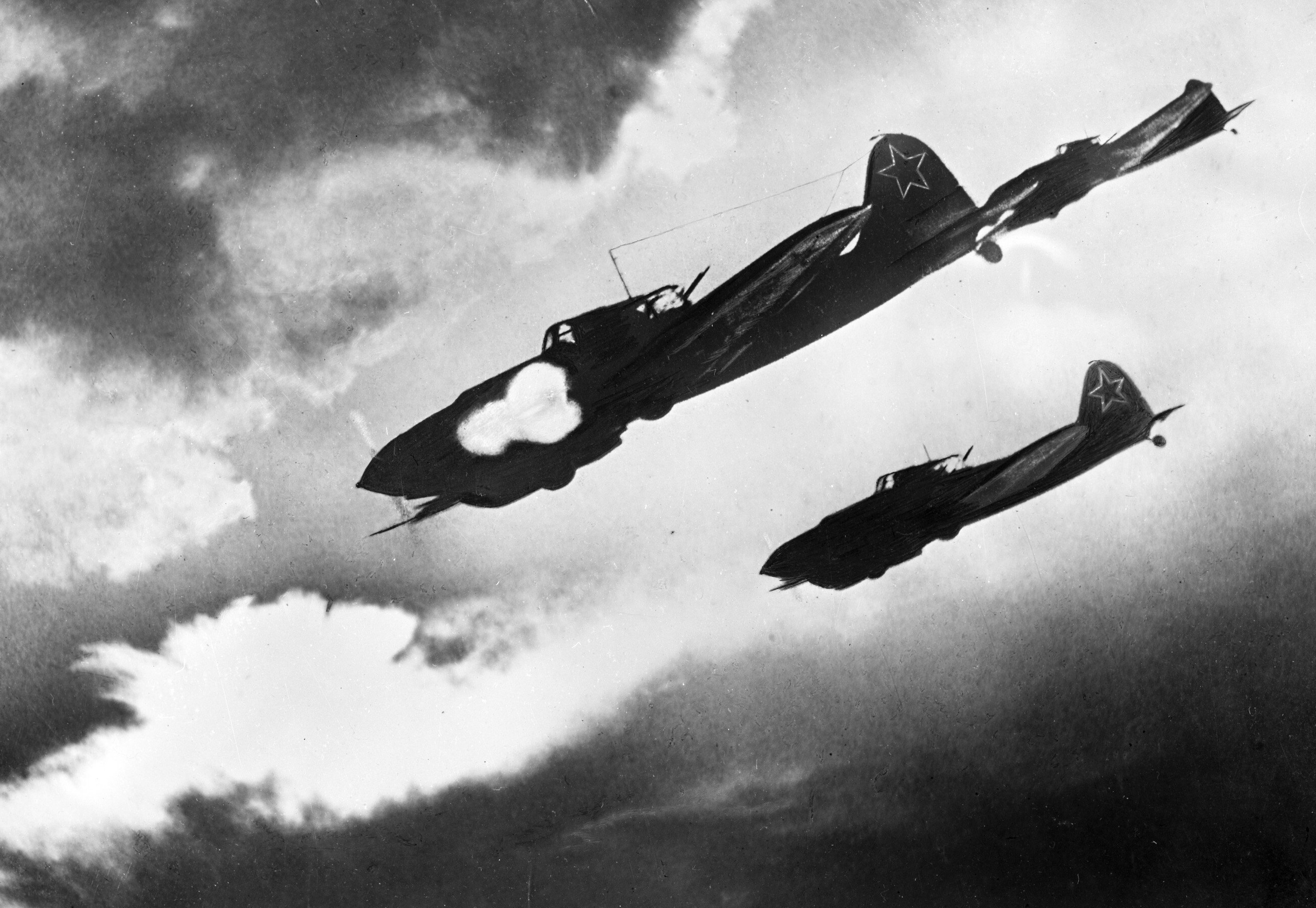
Ил-2 атакует

- 210-я истребительная авиационная дивизия
- 264-я штурмовая авиационная дивизия
- 264-я штурмовая авиационная Киевская дивизия
- 264-я штурмовая авиационная Киевская Краснознамённая дивизия
- Полевая почта 55757

## Создание дивизии
264-я штурмовая авиационная дивизия преобразована 14 июня 1942 года на основании Приказа НКО из 210-й истребительной авиационной дивизии.

## Расформирование дивизии
264-я штурмовая авиационная Киевская Краснознамённая дивизия 1 апреля 1946 года была расформирована в составе 5-го штурмового авиационного корпуса 5-й воздушной армии.

## В действующей армии
В составе действующей армии:
- с 14 июня 1942 года по 13 декабря 1942 года
- с 09 июля 1943 года по 11 мая 1945 года

## Командиры дивизии
- Генерал-майор авиации Папивин Николай Филиппович, с 14.06.1942 г. по 19.08.1942 г.
- Полковник Оленев Николай Иванович, с 20.08.1942 г. по 03.09.1943 г.
- Полковник Клобуков Евгений Васильевич, с 04.09.1943 г. по 11.05.1945 г.

## В составе объединений
| Дата          | Фронт (округ)          | Армия               | Корпус                           | Примечания |
| ------------- | ---------------------- | ------------------- | -------------------------------- | ---------- |
| 14.06.1942 г. | Калининский фронт      | 3-я воздушная армия |                                  | -          |
| 30.11.1942 г. | Калининский фронт      | 3-я воздушная армия | 1-й штурмовой авиационный корпус | -          |
| 13.12.1942 г. | Резерв ВГК             |                     |                                  | -          |
| 01.02.1943 г. | Резерв ВГК             |                     | 4-й смешанный авиационный корпус | -          |
| 01.04.1943 г. | Резерв ВГК             |                     | 8-й смешанный авиационный корпус | -          |
| 01.05.1943 г. | Степной военный округ  | 5-я воздушная армия | 8-й смешанный авиационный корпус | -          |
| 09.07.1943 г. | Степной фронт          | 5-я воздушная армия | 8-й смешанный авиационный корпус | -          |
| 19.07.1943 г. | Воронежский фронт      | 2-я воздушная армия | 8-й смешанный авиационный корпус | -          |
| 21.07.1943 г. | Воронежский фронт      | 2-я воздушная армия | 5-й штурмовой авиационный корпус | -          |
| 20.10.1943 г. | 1-й Украинский фронт   | 2-я воздушная армия | 5-й штурмовой авиационный корпус | -          |
| 16.07.1944 г. | 1-й Украинский фронт   | 8-я воздушная армия | 5-й штурмовой авиационный корпус | -          |
| 30.07.1944 г. | 1-й Украинский фронт   | 2-я воздушная армия | 5-й штурмовой авиационный корпус | -          |
| 01.09.1944 г. | 2-й Украинский фронт   | 5-я воздушная армия | 5-й штурмовой авиационный корпус | -          |
| 09.05.1945 г. | 2-й Украинский фронт   | 5-я воздушная армия | 5-й штурмовой авиационный корпус | -          |
| 10.06.1945 г. | Одесский военный округ | 5-я воздушная армия | 5-й штурмовой авиационный корпус | -          |
| 01.01.1946 г. | Одесский военный округ | 5-я воздушная армия | 9-й смешанный авиационный корпус | -          |

## Части и отдельные подразделения дивизии
За весь период своего существования боевой состав дивизии не претерпевал изменения:
| Период                  | Наименование                               | Примечание                     |
| ----------------------- | ------------------------------------------ | ------------------------------ |
| 28.06.1942 — 04.08.1942 | 807-й штурмовой авиационный полк           | Ил-2, убыл в 233-ю шад         |
| 18.07.1942 — 28.10.1942 | 6-й гвардейский штурмовой авиационный полк | Ил-2, убыл в подчинение 3-й ВА |
| 18.06.1942 — 31.03.1947 | 235-й штурмовой авиационный полк           | Ил-2                           |
| 18.06.1942 — 31.03.1947 | 451-й штурмовой авиационный полк           | Ил-2                           |
| 01.07.1942 — 31.03.1947 | 809-й штурмовой авиационный полк           | Ил-2, Ил-10                    |

## Участие в операциях и битвах
- Ржевско-Сычёвская операция — с 30 июля 1942 года по 23 августа 1942 года.
- Великолукская наступательная операция — с 24 ноября 1942 года по 13 декабря 1942 года.
- Белгородско-Харьковская операция «Румянцев» с 3 августа 1943 года по 23 августа 1943 года.
- Киевская операция с 3 ноября 1943 года по 22 декабря 1943 года.
- Житомирско-Бердичевская операция с 24 декабря 1943 года по 14 января 1944 года.
- Корсунь-Шевченковская операция с 24 января по 17 февраля 1944 года.
- Проскуровско-Черновицкая операция с 4 марта 1944 года по 17 апреля 1944 года.
- Львовско-Сандомирская операция с 13 июля 1944 года по 3 августа 1944 года.
- Будапештская операция с 29 октября 1944 года по 13 февраля 1945 года.
- Венская операция с 16 марта 1945 года по 15 апреля 1945 года.
- Братиславско-Брновская операция с 25 марта 1945 года по 5 мая 1945 года.
- Пражская операция с 6 мая 1945 года по 11 мая 1945 года.

## Почётные наименования
- 264-й гвардейской штурмовой авиационной дивизии в ознаменование одержанной победы и за отличие в боях за освобождение города Киев присвоено почётное наименование «Киевская»[4]
- 235-му штурмовому авиационному полку присвоено почётное наименование «Проскуровский»[5]
- 451-му штурмовому авиационному полку присвоено почётное наименование «Каменец-Подольский»[6]
- 809-му штурмовому авиационному полку присвоено почётное наименование «Каменец-Подольский»[6]

## Награды
- 264-я штурмовая авиационная Киевская дивизия Указом Президиума Верховного Совета СССР от 9 августа 1944 года за образцовое выполнение заданий командования в боях с немецкими захватчиками при прорыве обороны немцев на Львовском направлении, проявленные при этом доблесть и мужество награждена Орденом Красного Знамени.[7].

## Благодарности Верховного Главнокомандующего

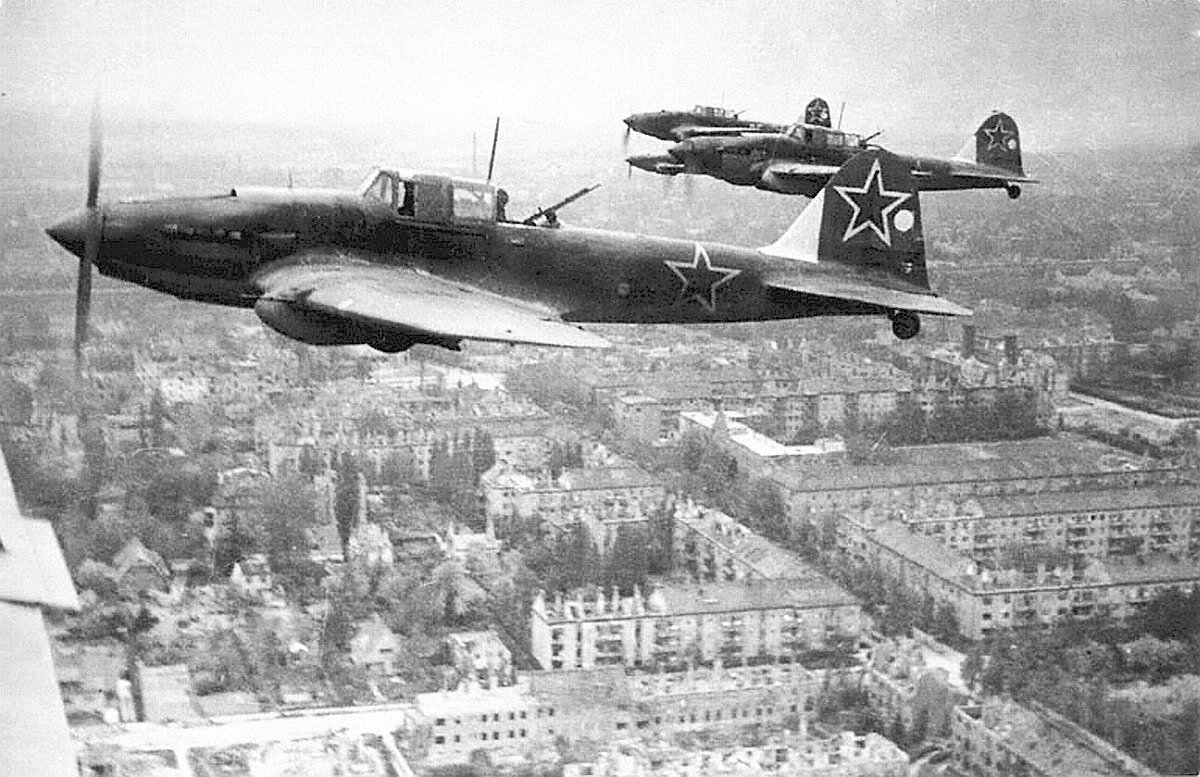
Ил-2 в небе Берлина

Верховным Главнокомандующим воинам дивизии объявлена благодарность:
- за освобождение города Киев[8]

Верховным Главнокомандующим воинам дивизии объявлены благодарности в составе 5-го штурмового авиационного корпуса:
- за освобождение города Жмеринка[9]
- за освобождение города Винница[10]
- за освобождение городов Чертков, Гусятин и Залещики[11]
- за освобождение города Каменец-Подольский[12]
- за освобождение города Тарнополь[13]
- за овладение городами Порицк, Горохов, Радзехов, Броды, Золочев, Буек, Каменка, городом и крупным железнодорожным узлом Красное[14]
- за овладение городом Дембица[15]
- за овладение городами Клуж и Сегед[16]
- за овладение городами Сату-Маре, Карей и освобождение Трансильвании[17]
- за овладение городом Сольнок[18]
- за овладение городом Мишкольц[19]
- за овладение городами Балашшадьярмат, Ноград, Вац, Асод, Эрчи[20]
- за овладение городами Рожнява и Йелшава[21]
- за овладение городом Будапешт[22]
- за овладение городом Банска-Штявница[23]
- за овладение городом Зволен[24]
- за овладение Естергомом, Несмеем, Фельше-Галлой и Татой[25]
- за овладение городом Банска-Бистрица[26]
- за овладение городами Дьер и Комаром[27]
- за овладение городами Комарно и Нове-Замки[28]
- за овладение городами Нитра и Галанта[29]
- за овладение городами Трнава, Глоговец, Сенец[30]
- за овладение городами Малацки, Брук, Превидза, Бановце[31]
- за овладение городом Вена[32]
- за овладение городом Годонин[33]
- за овладение городами Корнейбург и Флоридсдорф[34]
- за овладение городом Цистерсдорф[35]
- за овладение городом Брно[36]
- боях за овладение городами Яромержице, Зноймо, Голлабрунн и Штоккерау[37]

## Отличившиеся воины дивизии
- Акимов Михаил Ильич, лейтенант, заместитель командира эскадрильи 451-го штурмового авиационного полка 264-й штурмовой авиационной дивизии 5-го штурмового авиационного корпуса 5-й воздушной армии Указом Президиума Верховного Совета СССР 15 мая 1946 года удостоен звания Герой Советского Союза. Золотая Звезда № 9042
- Берников Михаил Михайлович, майор, командир эскадрильи 809-го штурмового авиационного полка 264-й штурмовой авиационной дивизии 5-го штурмового авиационного корпуса 5-й воздушной армии Указом Президиума Верховного Совета СССР 15 мая 1946 года удостоен звания Герой Советского Союза. Золотая Звезда № 6321
- Бесчастный Сергей Арсентьевич, капитан, командир эскадрильи 235-го штурмового авиационного полка 264-й штурмовой авиационной дивизии 5-го штурмового авиационного корпуса 5-й воздушной армии Указом Президиума Верховного Совета СССР 15 мая 1946 года удостоен звания Герой Советского Союза. Золотая Звезда № 9018
- Бурмака Василий Антонович, лейтенант, старший лётчик 809-го штурмового авиационного полка 264-й штурмовой авиационной дивизии 5-го штурмового авиационного корпуса 5-й воздушной армии Указом Президиума Верховного Совета СССР 15 мая 1946 года удостоен звания Герой Советского Союза. Золотая Звезда № 9016
- Виноградов Иван Никифорович, капитан, командир эскадрильи 235-го штурмового авиационного полка 264-й штурмовой авиационной дивизии 5-го штурмового авиационного корпуса 2-й воздушной армии Указом Президиума Верховного Совета СССР 4 февраля 1944 года удостоен звания Герой Советского Союза. Золотая Звезда № 2852
- Гамаюн Василий Илларионович, лейтенант, старший лётчик 235-го штурмового авиационного полка 264-й штурмовой авиационной дивизии 5-го штурмового авиационного корпуса 2-й воздушной армии Указом Президиума Верховного Совета СССР 13 апреля 1944 года удостоен звания Герой Советского Союза. Золотая Звезда № 3534
- Герасимов Иван Николаевич, капитан, заместитель командира эскадрильи 809-го штурмового авиационного полка 264-й штурмовой авиационной дивизии 5-го штурмового авиационного корпуса 5-й воздушной армии Указом Президиума Верховного Совета СССР 26 октября 1944 года удостоен звания Герой Советского Союза. Золотая Звезда № 2272
- Горин Анатолий Сергеевич, старший лейтенант, заместитель командира эскадрильи 451-го штурмового авиационного полка 264-й штурмовой авиационной дивизии 5-го штурмового авиационного корпуса 5-й воздушной армии Указом Президиума Верховного Совета СССР 15 мая 1946 года удостоен звания Герой Советского Союза. Золотая Звезда № 2870
- Денисенко Григорий Кириллович, лейтенант, штурман эскадрильи 235-го штурмового авиационного полка 264-й штурмовой авиационной дивизии 5-го штурмового авиационного корпуса 5-й воздушной армии Указом Президиума Верховного Совета СССР 15 мая 1946 года удостоен звания Герой Советского Союза. Золотая Звезда № 9045
- Жулов Фёдор Егорович, младший лейтенант, заместитель командира эскадрильи 235-го штурмового авиационного полка 264-й штурмовой авиационной дивизии 5-го штурмового авиационного корпуса 5-й воздушной армии Указом Президиума Верховного Совета СССР 26 октября 1944 года удостоен звания Герой Советского Союза. Посмертно
- Зарубин Владимир Степанович, старший лейтенант, командир эскадрильи 451-го штурмового авиационного полка 264-й штурмовой авиационной дивизии 5-го штурмового авиационного корпуса 5-й воздушной армии Указом Президиума Верховного Совета СССР 15 мая 1946 года удостоен звания Герой Советского Союза. Золотая Звезда № н/д
- Зудилов Василий Фёдорович, майор, командир эскадрильи 809-го штурмового авиационного полка 264-й штурмовой авиационной дивизии 5-го штурмового авиационного корпуса 2-й воздушной армии Указом Президиума Верховного Совета СССР 2 августа 1944 года удостоен звания Герой Советского Союза. Золотая Звезда № 1982
- Казаков Анатолий Семёнович, старший лейтенант, командир звена 235-го штурмового авиационного полка 264-й штурмовой авиационной дивизии 5-го штурмового авиационного корпуса 5-й воздушной армии Указом Президиума Верховного Совета СССР 15 мая 1946 года удостоен звания Герой Советского Союза. Золотая Звезда № 6320
- Канаев Алексей Фёдорович, старший лейтенант, помощник по воздушно-Стрелковой Службе командира 451-го штурмового авиационного полка 264-й штурмовой авиационной дивизии 5-го штурмового авиационного корпуса 5-й воздушной армии Указом Президиума Верховного Совета СССР 15 мая 1946 года удостоен звания Герой Советского Союза. Золотая Звезда № 8264
- Киреев Алексей Иванович, полковник, командир 809-го штурмового авиационного полка 264-й штурмовой авиационной дивизии 5-го штурмового авиационного корпуса 5-й воздушной армии Указом Президиума Верховного Совета СССР 15 мая 1946 года удостоен звания Герой Советского Союза. Золотая Звезда № 6229
- Корнев Александр Степанович, майор, командир эскадрильи 809-го штурмового авиационного полка 264-й штурмовой авиационной дивизии 5-го штурмового авиационного корпуса 2-й воздушной армии Указом Президиума Верховного Совета СССР 2 августа 1944 года удостоен звания Герой Советского Союза. Золотая Звезда № 2383
- Красилов Алексей Павлович, капитан, командир эскадрильи 235-го штурмового авиационного полка 264-й штурмовой авиационной дивизии 5-го штурмового авиационного корпуса 5-й воздушной армии Указом Президиума Верховного Совета СССР 15 мая 1946 года удостоен звания Герой Советского Союза. Золотая Звезда № 9046
- Кучумов Александр Михайлович, капитан, командир эскадрильи 451-го штурмового авиационного полка 264-й штурмовой авиационной дивизии 5-го штурмового авиационного корпуса 5-й воздушной армии Указом Президиума Верховного Совета СССР 15 мая 1946 года удостоен звания Герой Советского Союза. Золотая Звезда № 8990
- Могильчак Иван Лазаревич, капитан, командир эскадрильи 235-го штурмового авиационного полка 264-й штурмовой авиационной дивизии 5-го штурмового авиационного корпуса 2-й воздушной армии Указом Президиума Верховного Совета СССР 4 февраля 1944 года удостоен звания Герой Советского Союза. Золотая Звезда № 2827
- Пещенко Андрей Семёнович, лейтенант, командир звена 451-го штурмового авиационного полка 264-й штурмовой авиационной дивизии 5-го штурмового авиационного корпуса 5-й воздушной армии Указом Президиума Верховного Совета СССР 15 мая 1946 года удостоен звания Герой Советского Союза. Золотая Звезда № 9062
- Прощаев Григорий Моисеевич, старший лейтенант, командир эскадрильи 235-го штурмового авиационного полка 264-й штурмовой авиационной дивизии 5-го штурмового авиационного корпуса 5-й воздушной армии Указом Президиума Верховного Совета СССР 26 октября 1944 года удостоен звания Герой Советского Союза. Золотая Звезда № 2273
- Феоктистов Алексей Петрович, лейтенант, старший лётчик 809-го штурмового авиационного полка 264-й штурмовой авиационной дивизии 5-го штурмового авиационного корпуса 5-й воздушной армии Указом Президиума Верховного Совета СССР 15 мая 1946 года удостоен звания Герой Советского Союза. Золотая Звезда № 9079
- Чеченев Михаил Семёнович, капитан, командир эскадрильи 451-го штурмового авиационного полка 264-й штурмовой авиационной дивизии 5-го штурмового авиационного корпуса 5-й воздушной армии Указом Президиума Верховного Совета СССР 15 мая 1946 года удостоен звания Герой Советского Союза. Золотая Звезда № 6322
- Шабан Казимир Аркадьевич, старший лейтенант, лётчик 809-го штурмового авиационного полка 264-й штурмовой авиационной дивизии 5-го штурмового авиационного корпуса 2-й воздушной армии Указом Президиума Верховного Совета СССР 2 августа 1944 года удостоен звания Герой Советского Союза. Золотая Звезда № 2379

## Базирование
| Период            | Место базирования         |
| ----------------- | ------------------------- |
| 05.1945 — 06.1945 | Куосерова, Чехословакия   |
| 06.1945 — 1946    | Котовск, Одесская область |